# Wola Buczkowska
Wola Buczkowska (prononciation [ˈvɔla but͡ʂˈkɔfska]) est un village de la gmina de Buczek, du powiat de Łask, dans la voïvodie de Łódź, situé dans le centre de la Pologne.
Il se situe à environ 4 kilomètres au nord de Buczek (siège de la gmina), 6 kilomètres au sud de Łask (siège du powiat) et 36 kilomètres au sud-ouest de Łódź (capitale de la voïvodie).

## Administration
De 1975 à 1998, le village était attaché administrativement à l'ancienne voïvodie de Sieradz.

Depuis 1999, il fait partie de la nouvelle voïvodie de Łódź.